# Aire (rivière de Genève)
Pour les articles homonymes, voir Aire.
L'Aire est une rivière d'une vingtaine de kilomètres qui prend sa source dans le département français de la Haute-Savoie, et se jette dans l'Arve dans le canton suisse de Genève.

## Géographie

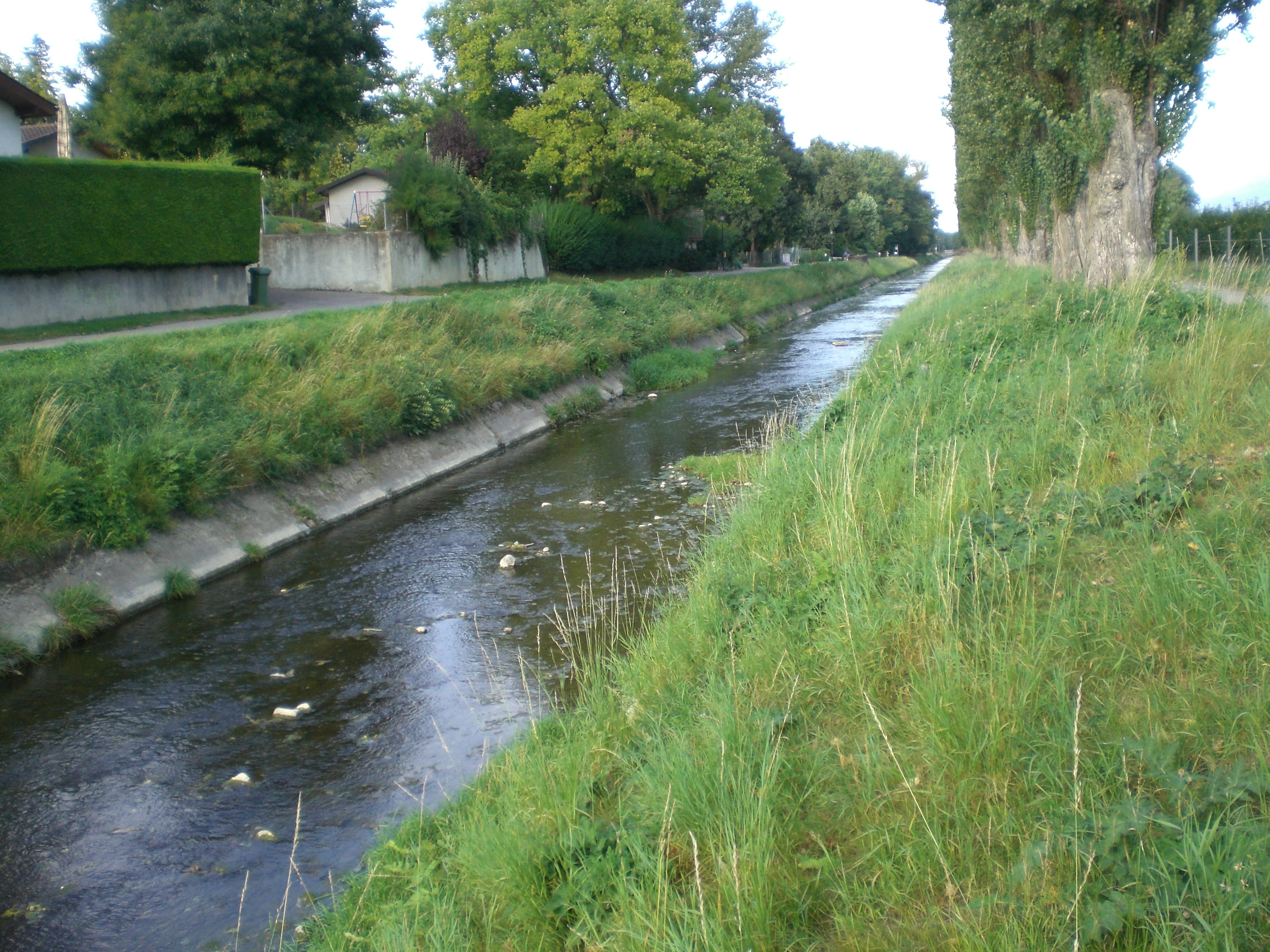
L'Aire canalisée avant renaturation.

L'Aire prend sa source au pied du Salève en Haute-Savoie, et se jette dans l'Arve après avoir parcouru 10 585 mètres dont 8 625 m sur le territoire suisse. Selon Sandre, elle est d'une longueur de 19,2 km.
L'Aire ne prend son nom qu'à partir de Saint-Julien-en-Genevois car elle résulte alors de la confluence de divers affluents dont le Nant d'Ogny, le Nant-de-la-Folle, le Ruisseau de Ternier et l'Arande. Elle parcourt alors 1 960 mètres en France.
Sur le territoire suisse, l'Aire a été canalisée jusqu'à la commune suburbaine d'Onex, puis renaturée de 2002 à juin 2016. Elle devient souterraine en arrivant aux portes de Genève. Elle reçoit alors les eaux de la Drize et rejoint ensuite l'Arve, à la hauteur du pont de Saint-Georges, dans laquelle elle se jette par une canalisation souterraine.

## Affluents
Ses affluents principaux sont le Voiret, la Lissole et la Drize.
L'Aire a trois affluents référencés au SANDRE :
- le Grand Nant, 6,8 km avec quatre affluents ;
- le ruisseau Nant de Ternier, 8,7 km avec six affluents et de rang de Strahler trois ;
- le ru des Velues, 2,5 km.

## Écologie
La qualité des eaux de l'Aire est médiocre à mauvaise, surtout en été à cause de la sécheresse et de la chaleur. L'Aire a également connu de gros problèmes de pollution,[quand?] notamment en raison de sa canalisation qui lui faisait accumuler les pesticides d'origine agricole et les eaux usées.
En 2019, le Prix du paysage du Conseil de l'Europe récompense le projet de renaturation de l’Aire.

## Galerie d'images

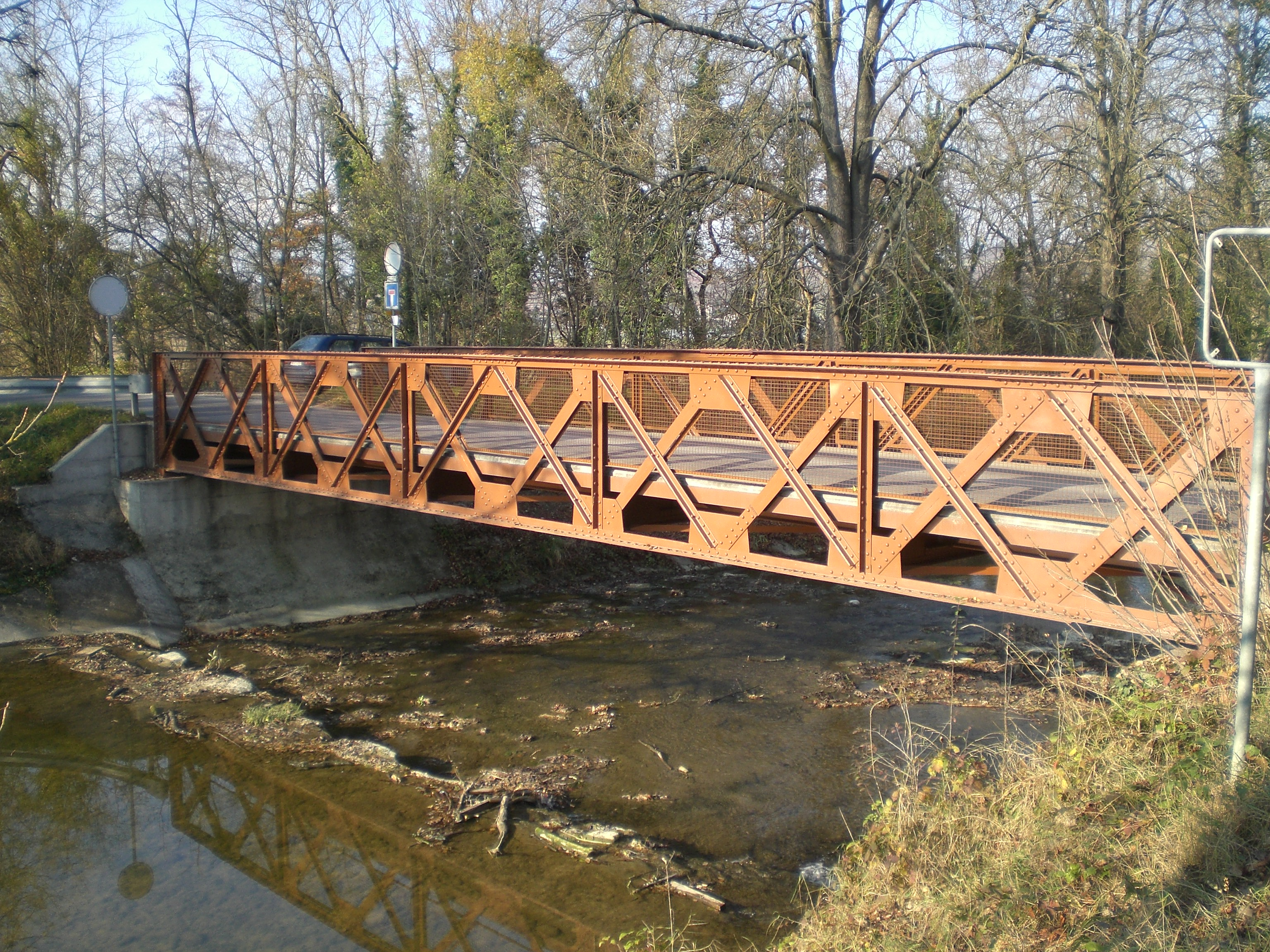
Pont de Certoux
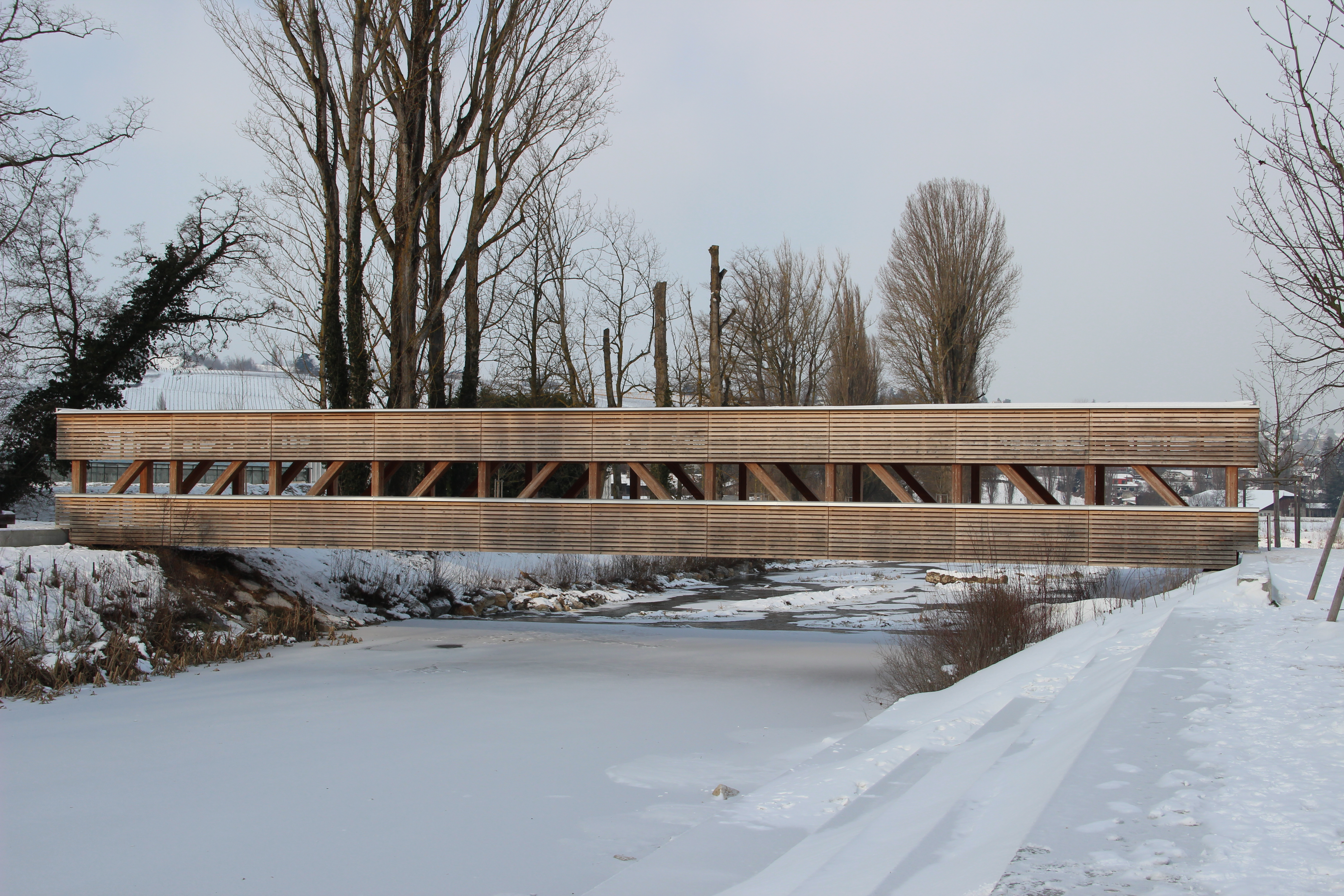
Passerelle des Bis
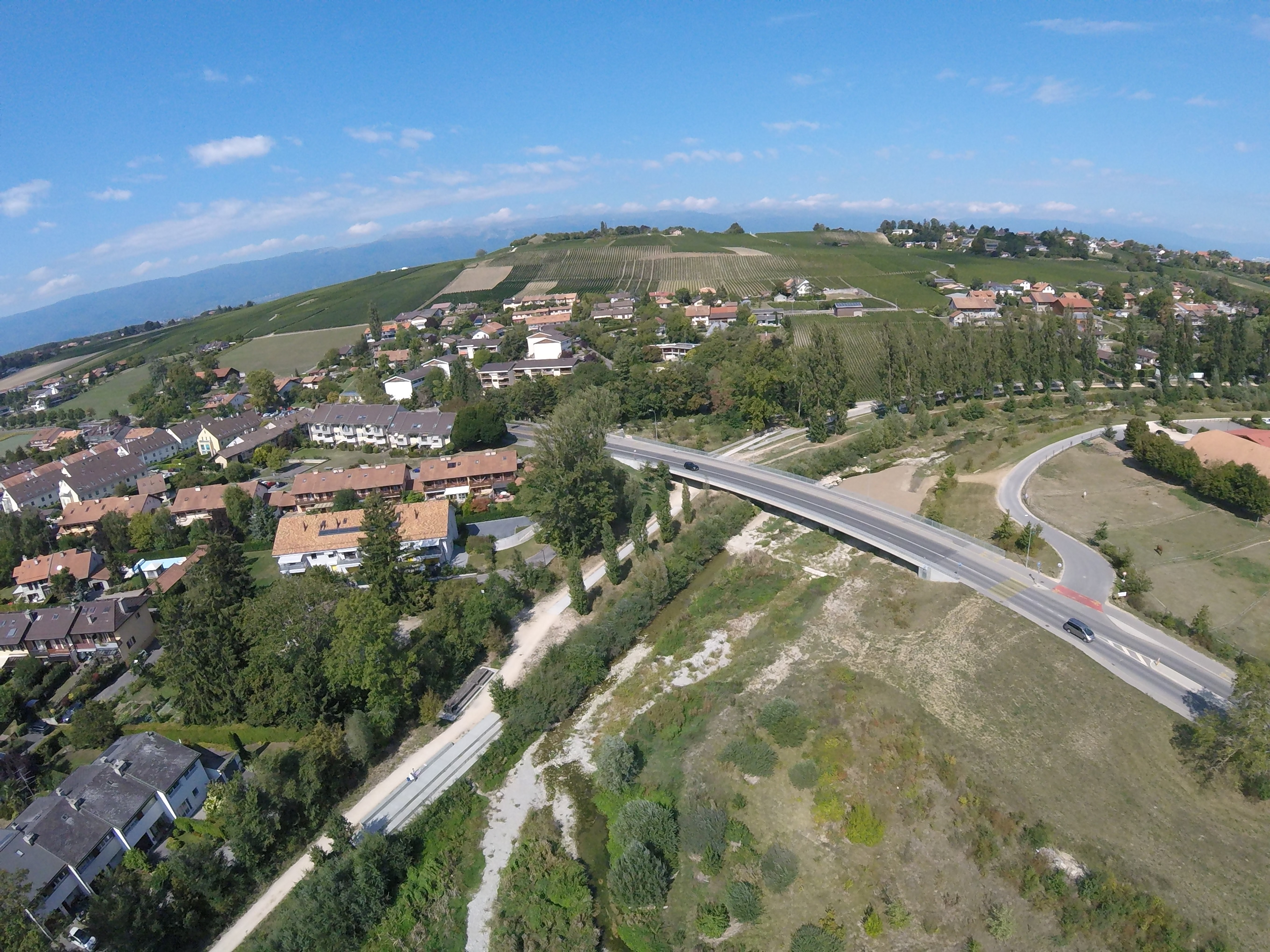
Pont de Lully
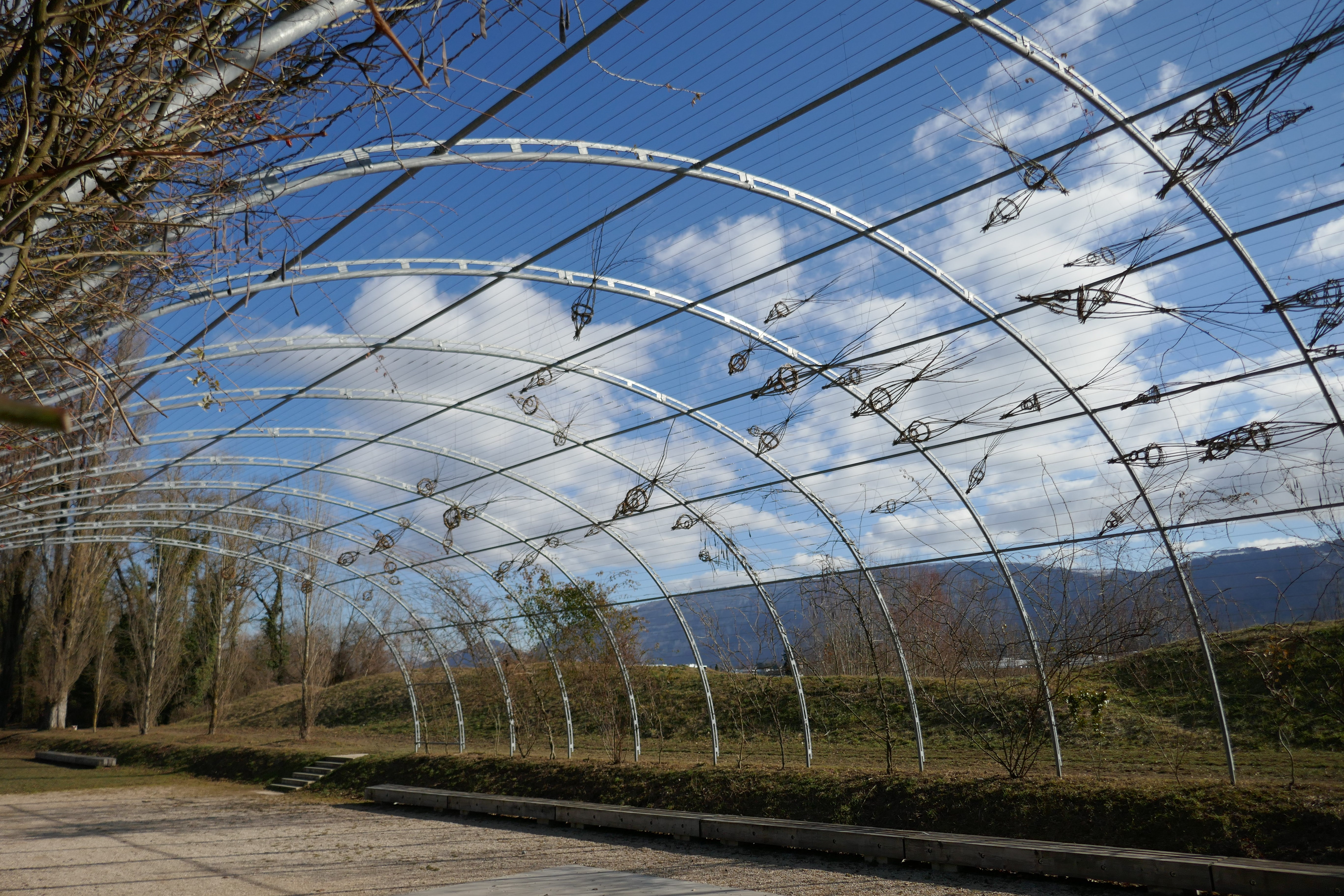
Poissons en l'Aire, 2021-2022